# 요안드리스 에르난데스
요안드리스 에르난데스 코바스(스페인어: Yohandris Hernández Cobas,  1980년 5월 25일~)는 쿠바의 역도 선수이다. 2008년 하계 올림픽 남자 미들헤비급 종목에서 동메달을 획득했으며 세계 선수권 대회에서 은메달 1개, 팬아메리칸 게임에서 금메달 1개, 은메달 1개를 획득했다.